# Damjan Saberski

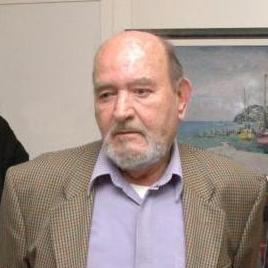
Damjan Saberski

Damjan Georgiew Saberski (gebräuchliche Transkription: Damyan Georgiev Zaberski, bulgarisch Дамян Георгиев Заберски; * 7. April 1929 in Malko Tarnowo, Oblast Burgas; † 23. Januar 2006 in Burgas) war ein bulgarischer Maler und Restaurator. Er wurde durch seine Landschaftsbilder und vor allem durch seine Bilder aus seiner Heimatregion Strandscha und Meereslandschaften bekannt.
Saberski studierte Malerei an der Nationalen Akademie der Schönen Künste in Sofia. Nach seinem Abschluss 1955 bei Ilija Petrow promovierte Saberski in Paris, Frankreich. Zu einem späteren Zeitpunkt trat Saberski eine Arbeitsstelle als Restaurator bei dem Institut zum Schutz und Konservierung der Kulturdenkmäler beim Kulturministerium in Sofia an. Für seine Ausbildung als Restaurator wurde er nach Prag und Halle zur Spezialisierung geschickt. Als Verantwortlicher des Instituts für Ostbulgarien nahm er an Restaurierungsarbeiten in ganz Bulgarien teil u. a. im Kloster Batschkowo und im Kloster Aladscha. Der Schwerpunkt seiner Arbeit lag in seiner Heimatregion Burgas, dort restaurierte er die Kirchen „Heilige Gebrüder Kyrill und Method“ in Burgas, „Sweti Spas“, „Sweti Stefan“, „Heilige Mutter Maria“, „Heilige Gebrüder Kyrill und Method“ in Nessebar, „Sweti Kliment von Ohrid“ auf der Insel St. Anastasia. 1980 bemalt Saberski gemeinsam mit anderen Malern die Innenwände der SOU „Jordan Jowkow“ Schule in Burgas zum Thema „Jowkow und seine Helden“.
Am 6. Dezember 2000 bekam Saberski den Titel „Ehrenbürger der Stadt Burgas“. Saberski hatte viele Ausstellungen im Inland und im Ausland (u. a. Paris, Prag, Halle, Chicago). Seine letzte war im Dezember 2005 in Burgas. Unzählige Werke von Saberski sind heute im Besitz von vielen Kunstgalerien u. a. der nationalen Kunstgalerie in Sofia, der städtischen Kunstgalerie in Burgas und privater Kunstliebhaber in Bulgarien, dem übrigen Europa und Amerika.

## Auszeichnungen
- Ehrenbürger der Stadt Burgas (2000)[4]

## Belege
1. ↑  https://jovkov.org/?section=1&category=&page=1l
2. ↑  Damian saberski (Memento vom 6. März 2010 auf WebCite) auf www.bourgas.org (bulgarisch; im WebCite-Archiv)
3. ↑  Das Bild " Der Hafen" in der Stadtgalerie Burgas
4. ↑  https://www.burgas.bg/bg/info/index/595